# Tacones lejanos
Tacones lejanos (letterlijk: verre hakken) is een Spaanse film uit 1991 van de bekende regisseur Pedro Almodóvar. De film staat ook bekend onder de naam High Heels, de naam die in Engelstalige landen gebruikt wordt.
De film was genomineerd voor vijf verschillende Goya's maar won er daar geen van. Wel werd de Franse César gewonnen in de categorie beste buitenlandse film.
De muziek in de film bevat twee grote hits als Piensa en mi en Un año de amor. In de film wordt de suggestie gewekt dat Marisa Paredes deze zingt, maar ze zijn ingezongen door Luz Casal.
Javier Bardem, tegenwoordig een van de meest populaire Spaanse acteurs, maar destijds nog onbekend, speelde in deze film een klein rolletje en brak een paar jaar later door.

## Verhaal
Rebeca werkt als nieuwslezeres voor een zender die wordt bestuurd door haar man Manuel. Haar man was vroeger de grote liefde van Rebeca's moeder Becky die een gevierde zangeres is. Als de drie na vele jaren weer eens bij elkaar komen gaan ze naar een nachtclub waar op dat moment de travestiet Letal een show geeft en daar imitatie van Becky doet. De relatie tussen Manuel en Rebeca gaat niet zo goed en Manuel wil eigenlijk weer terug naar Becky, die zijn aanbod afwijst. Toch denkt Manuel te gaan scheiden van Rebeca, zo ver komt het echter niet want dan wordt hij dood aangetroffen in zijn buitenhuis.

## Rolverdeling
| Acteur                | Personage                |
| --------------------- | ------------------------ |
| Victoria Abril        | Rebeca                   |
| Marisa Paredes        | Becky del Páramo         |
| Miguel Bosé           | rechter Domínguez, Letal |
| Anna Lizarán          | Margarita                |
| Mayrata O'Wisiedo     | moeder van Domínguez     |
| Cristina Marcos       | Paula                    |
| Féodor Atkine         | Manuel                   |
| Pedro Díez del Corral | Alberto                  |
| Bibi Andersen         | Suzanna                  |
| Nacho Martínez        | Juan                     |
| Javier Bardem         | televisieregisseur       |